# Índice Setorial de Telecomunicações
O Índice Setorial de Telecomunicações (ITEL) é um índice representativo lançado pela B3 com finalidade de medir diariamente a atuação de empresas do ramo das telecomunicações.

## Fonte
- «Cedro Finances»